# Bitva v zálivu Kula
Bitva v zálivu Kula byla jednou z námořních bitev druhé světové války v Pacifiku mezi japonským a americkým námořnictvem. Odehrála se v brzkých hodinách 6. července 1943 u pobřeží ostrova Kolombangara v Šalomounových ostrovech.

## Pozadí bitvy a složení sil
Poté, co se Američané vylodili na ostrovech New Georgia a Rendova, se Japonci rozhodli obnovit Tokijské expresy pro zásobování svých jednotek. Jeden takový Tokijský expres pod velením kontradmirála Teruo Akijami byl vyslán, aby v noci 5.-6. července dopravil 4000 vojáků na Kolombangaru. Tokijský expres byl složen z torpédoborců Močizuki, Mikazuki, Hamakaze, Amagiri, Hacujuki, Nagacuki a Sacuki, rozdělených do dvou transportních skupin. K jejich krytí byly vyčleněny torpédoborce Niizuki (vlajková loď kontradmirála Akijamy), Suzukaze a Tanikaze.
Americké letouny Tokijský expres zpozorovaly a spojenecké velení proti němu poslalo skupinu TG 36.1 pod velením admirála Ainswortha, která 5. července bombardovala Vilu a teď se přesouvala na jih k doplnění paliva. TG 36.1 byla složena z lehkých křižníků USS Honolulu, USS Helena a USS St. Louis a torpédoborců USS Nicholas, USS O'Bannon, USS Radford a USS Jenkins.

## Bitva
TG 36.1 vplula do zálivu Kula 6. července a v nastalé bitvě byly potopeny japonské torpédoborce Niizuki a Nagacuki a americký křižník Helena. Japoncům se podařilo vylodit pouze 2 600 vojáků.